# Puits de Warren

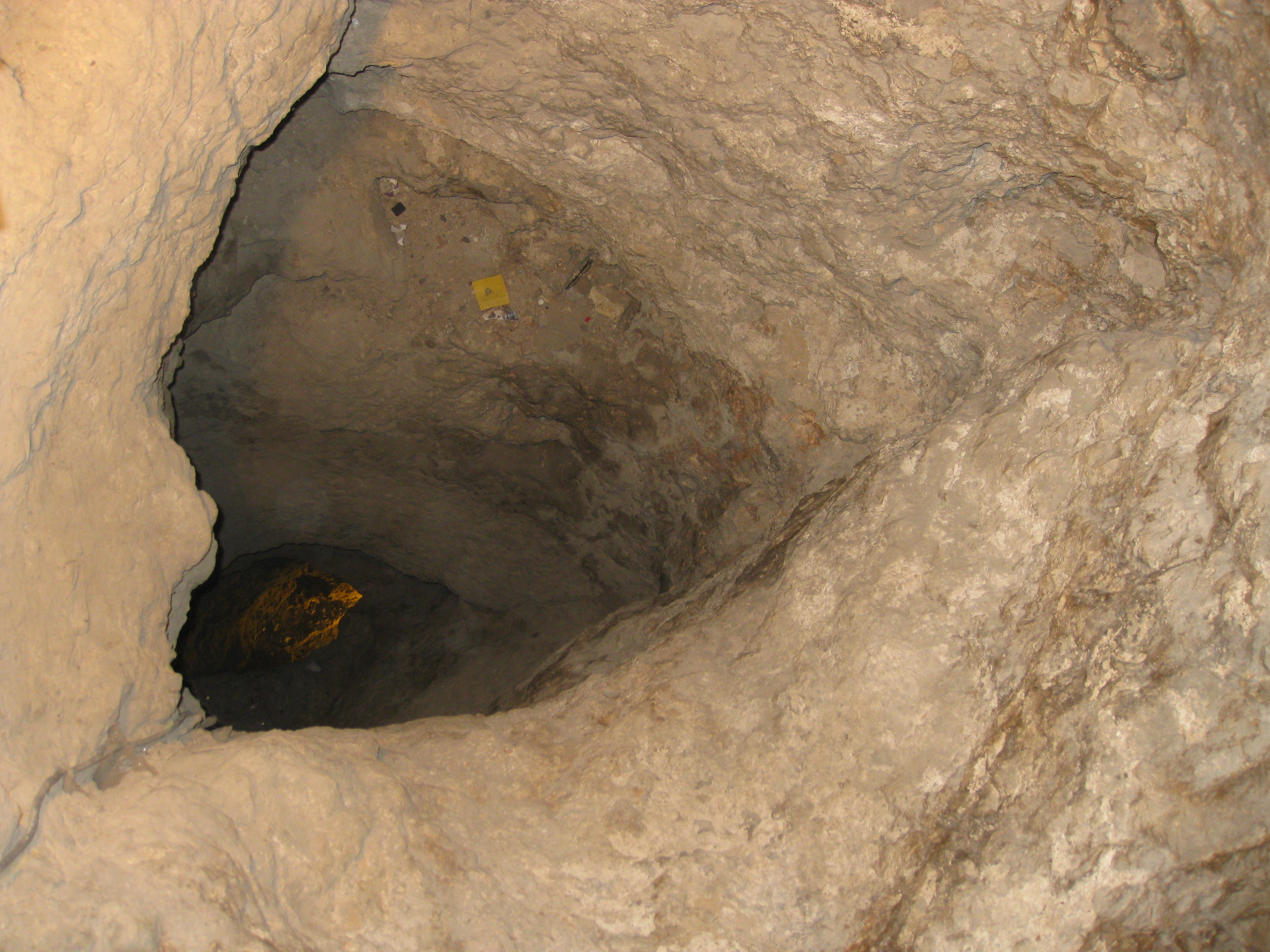
Le puits de Warren

Le puits de Warren est un puits naturel, situé à Jérusalem, sur la colline de l'Ophel, et découvert en 1867 par l'ingénieur britannique Charles Warren lors d'une mission archéologique en Palestine, sous l'égide du Palestine Exploration Fund. Ce puits donne accès à un canal souterrain appelé canal de Warren.